# Al-Mútadid II (abbàssida del Caire)
Abu-l-Fat·h Dàwud al-Mútadid bi-L·lah —àrab: أبو الفتح داود المعتضد بالله, Abū l-Fatḥ Dāwud al-Muʿtaḍid bi-Llāh—, més conegut pel seu làqab com a al-Mútadid II (1380-1441), fou califa abbàssida del Caire (1412-1441), sota la tutela dels mamelucs d'Egipte.